# Gilda (pintxo)

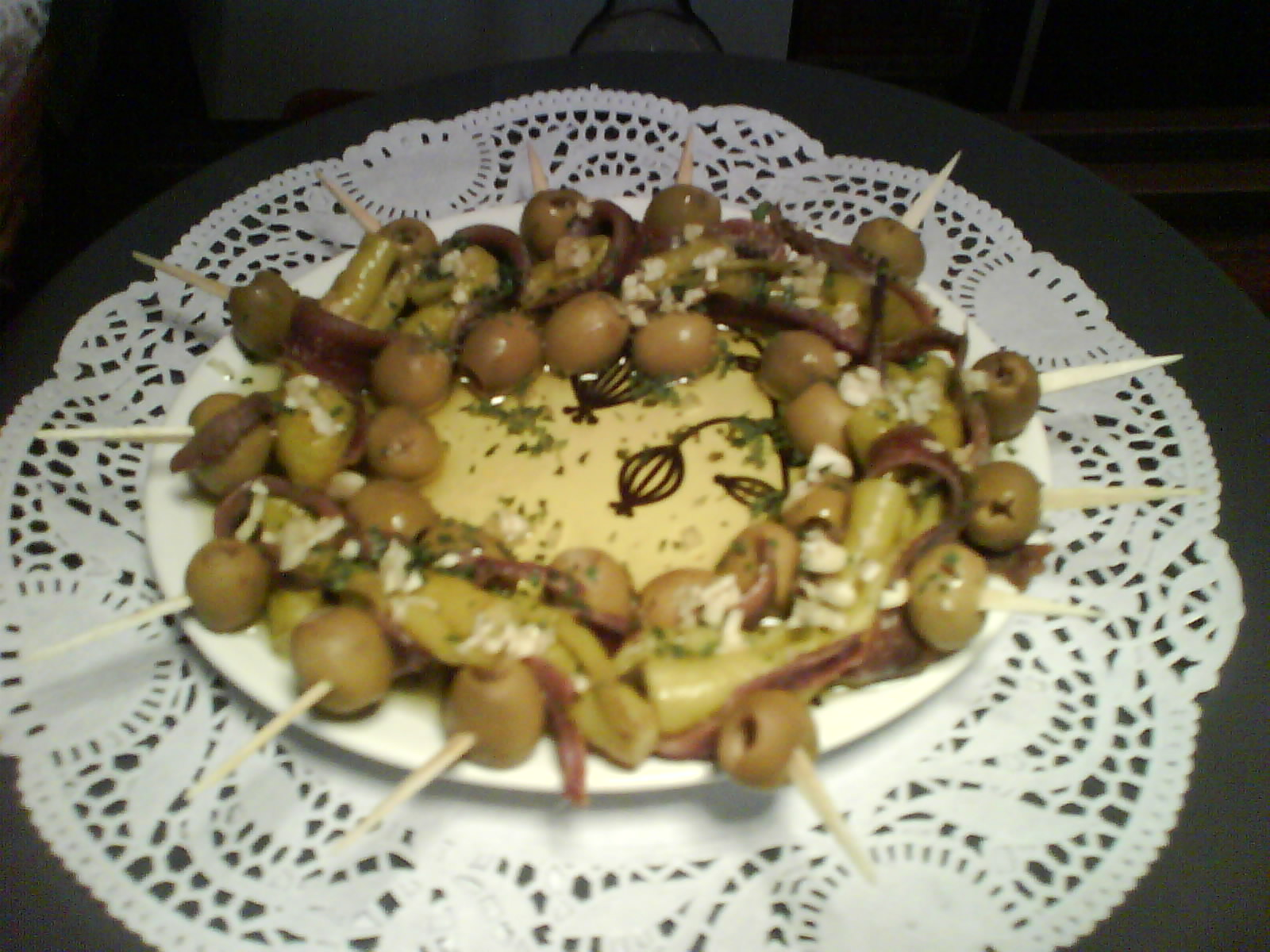
Un plat de gildas

La gilda és un tipus de tapa o pintxo, que és servit generalment als bars i les tavernes al nord de l'estat espanyol, i en particular al País basc.

## Presentació
Aquesta presentació és marinada en una solució de sal (salmorra), i se serveix combinada amb cogombre envinagrat, de les oliva i una guindilla (pebrina), de vegades també una cebeta, amb una conserva de peix, generalment una anxova, units per una punxa. Actualment, les empreses de conserves i salaons les distribueixen generalment ja llestes.
El nom de gilda fa referència al personatge principal del film Gilda que ha encarnat l'actriu Rita Hayworth l'any 1946 perquè la forma que adquireix el pintxo quan és en posició vertical recordi la silueta de la roba de Gilda.
El terme de gilda sembla que començà a ésser utilitzat l'any 1952 al bar Vallés situat al Barri Vell donostiarra (gentilici de Sant Sebastià, Donostia en Basc).
A Navarra, existeix una variant que és dita pajarico.
Com tots els aliments en salmorra, el sabor n'és fort, molt àcid, la qual cosa el fa ideal per al seu consum com a aperitiu acompanyat de vi.